# عملة هيرودية
كانت العملات الهيرودية عملاتٍ سكّتها وأصدرتها سلالة هيرودس، وهم يهود من أصل أدومي حكموا مقاطعة يهودا بين عامي 37 قبل الميلاد و92 ميلاديًا. أسس هذه السلالة هيرودس الكبير، ابن أنتيباتر، وهو مسؤولٌ قويٌّ في عهد الملك الحشموني هيركانوس الثاني.

## هيرودس الكبير، 37-4 قبل الميلاد

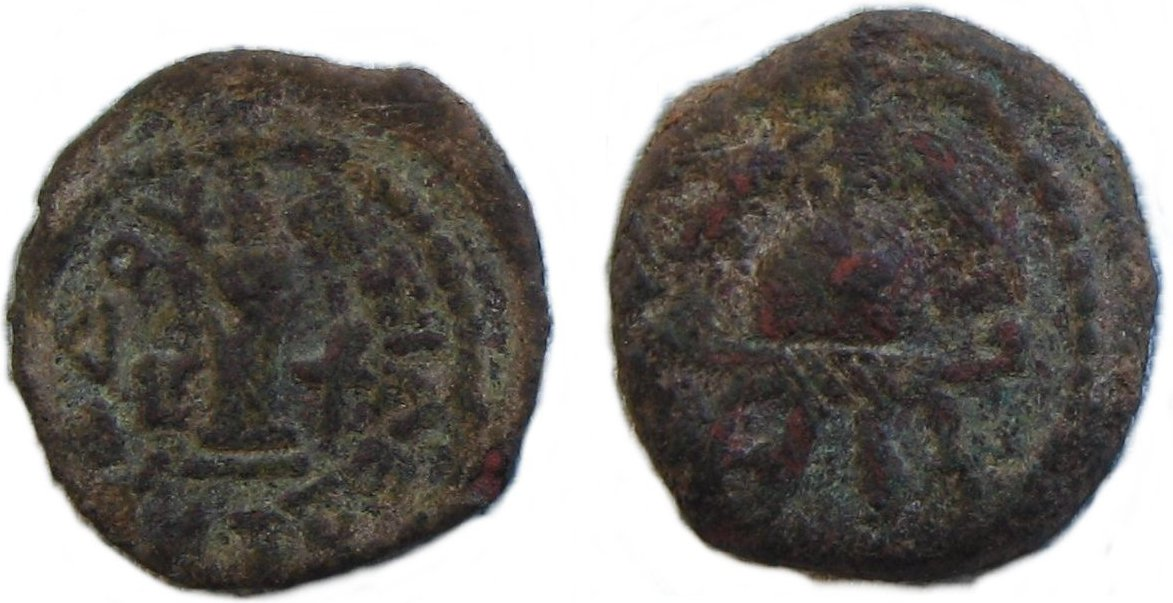
أكبر عملة هيرودس الكبير

واصلت سكّات هيرودس الكبير التقليد اليهودي المتمثل في عدم تصوير صورة منحوتة. ومع ذلك، كانت عملة بروطة هيرودس أول عملة منذ العصر الفارسي تُصوّر كائنًا حيًا - نسرًا، والذي ربما كان إشارة إلى النسر الذهبي الذي نصبه هيرودس على مدخل الهيكل الثاني، والذي أثار استياءً كبيرًا لدى اليهود.
من بين القطع الأخرى التي صُوّرت على عملات هيرودس، عصا هرمس مجنحة ورمانة ('ريمون')، أحد الأنواع السبعة المذكورة في الكتاب المقدس كبركات لأرض إسرائيل، وخوذة ودرع مزينين بالريش، ومؤخرة سفينة، وغصن نخيل. تحمل أكبر عملة من فئة هيرودس سنة "السنة الثالثة"، وتتميز بسلسلة من التصاميم غير التقليدية، مثل خوذة ذات خدين طويلين، تعلوها نجمة. أما ثاني أكبر فئة، فتتميز بخوذة متوجة ودرع، بالإضافة إلى الحرف اليوناني "خي" داخل تاج، وحامل ثلاثي القوائم يحمل وعاءً احتفاليًا. تحيط بهذه التصاميم نقشة يونانية الإغريقية: 'ΗΡΩΔΟΥ ΒΑΣΙΛΕΩΣ' (لهيرودس باسيليوس، للملك هيرودس).
الحرف اليوناني "تشي" الذي يمثل "تاج كهونا (رئيس الكهنة)" والإكليل الذي يمثل "تاج ملخس (الملك)" (BT: Horayot Keritot) يُفهم على أنه يعني أن هيرودس ادعى كلا المنصبين لنفسه.
أكثر العملات المعدنية شيوعًا التي أصدرها هيرودس الكبير تصميمًا مشابهًا لعملة الحشمونائيم، وهي مرساة عليها نقش يوناني "ΉΡωΔ ΒΆCΙ" (الملك هيرودس)، وعصا هرمس بين قرنين مزدوجين، والتي كانت تهدف إلى مواصلة سك العملة الحشمونائية، وكذلك استمرارًا لسلالة الحشمونائيم. مع ذلك، استخدم هيرودس النص اليوناني فقط على عملاته، وليس أسلوب الكتابة اليونانية والعبرية المزدوج الذي اتبعه الحشمونائيم.

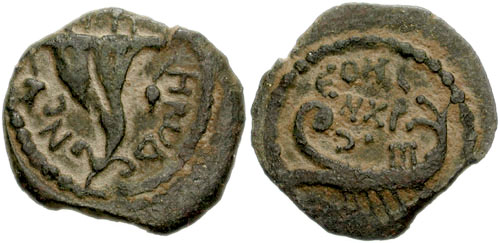
عملة هيرودس أرخيلاوس

## هيرودس أرخيلاوس، 4 ق.م – 6 م
أكثر عملات هيرودس أرخيلاوس شيوعًا هي بروتوت صغير يصور عنقود عنب، وهو أيضًا أحد الأنواع السبعة، وخوذة متوجة تحمل اسمه (هيرود) ولقبه (إثنارك) باليونانية (ΗΡΩΔ ΕΘΝ)، ومقدمة سفينة وإكليلًا مع اختصار اسمه ولقبه. كان العنب يصور بشكل شائع على العملات اليهودية، كتذكير بخصوبة البلاد. أظهرت عملات أخرى لأرخيلاوس قوس سفينة وإكليل غار.
تصور بروتاه مزدوجة نادرة لهيرودس أرخيلاوس سفينة شراعية وقرنين مزدوجين متصلين، كما نقش عليها باللغة اليونانية اسمه ولقبه.

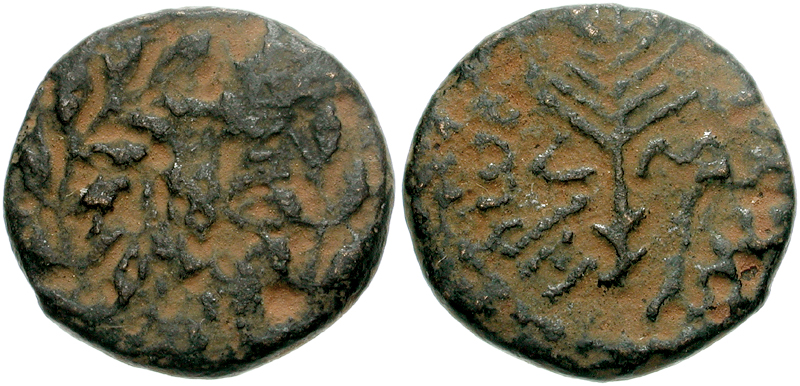
عملة هيرودس أنتيباس

## هيرودس أنتيباس، 6/5 قبل الميلادبحكم القانون، 1 قبل الميلادبحكم الأمر الواقع، إلى 38/39 م
تعتبر عملات هيرودس أنتيباس نادرة إلى حد ما، ويمكن تقسيمها إلى أربع فئات: 1) عملات معدنية مؤرخة "عام 24" مع نقش "ΤΙΒΕΡΙΑC" (طبرية)، حيث سكت العملات المعدنية، داخل إكليل على الوجه الخلفي؛ 2) عملات معدنية من الأعوام 33 أو 34 أو 37، والتي تحمل أيضًا نقش "ΤΙΒΕΡΙΑC" على الوجه الخلفي؛ 3) عملات معدنية مؤرخة "عام 43" مع نقش "ΓΑΙΩ ΚΑΙCΑΡΙ ΓΕΡΜΑΝΙΚΩ" (غايوس قيصر جرمانيكوس) على الوجه الخلفي؛ رابعًا) مثال واحد معروف لعملة معدنية مؤرخة "السنة الرابعة" تحمل النقش ΤΕΤΡΑ—ΗCΔ, ΗΡΩ[Δ].
سُكّت عملات هيرودس أنتيباس بأربع فئات، تحمل نقش "ΤΙΒΕΡΙΑΑΡ" على ظهرها داخل إكليل من الزهور للعملات التي سُكّت في أعوامه 24 و33 و34 و37. يحمل الوجه نقشًا يونانيًا "هيرودس رئيس الربع" (ΗΡΩΔΟΥ ΤΕΤΡΑΡΧΟΥ) مع غصن نخيل منتصب. يصور نوع مختلف قصبة منتصبة.
وقد استخدمت عملات أنتيباس لتأريخ عهده، والتاريخ الذي أعطته لا يتوافق تمامًا مع التواريخ الواردة في التسلسل الزمني الهيرودي الأقدم، وهو تسلسل إميل شورر، وخاصة مع تواريخ شورر لبداية حكمه. يمكن تحديد تاريخ نهاية حكم أنتيباس، 39 م، بشكل قاطع من خلال تأريخ الوقت الذي نفى فيه غايوس قيصر (كاليجولا) أنتيباس وزوجته إلى بلاد الغال. قبل أن يأتي إلى روما لطلب ود غايوس، سك أنتيباس عملة عام 43 تكريمًا للإمبراطور. ومع ذلك، عند وصوله إلى روما، قلب هيرودس أغريباس (الأول) الإمبراطور ضد أنتيباس، لذلك نفى غايوس أنتيباس وزوجته إلى بلاد الغال. لا بد أن يكون هذا قبل سقوط عام 39 م، لأن غايوس غادر إلى بلاد الغال في خريف ذلك العام، ولم يعد حتى 31 أغسطس 40 م. وفقًا لطريقة الحساب اليهودية التي بدأت السنة الملكية في شهر تشري الخريفي، كان من المفترض أن يكون هذا في السنة التقويمية اليهودية التي بدأت في خريف عام 38 م. يمكن كتابة هذا على أنه 38 م ('ت' لتشري) في الحساب لتحديد متى اعتبر أنتيباس أن يبدأ حكمه. ستكون تلك السنة 38 م - 43 - 1 (بدون سنة صفر) = 6 ت ق م، أي السنة الحكومية اليهودية التي بدأت في تشري عام 6 ق م. لاحظ أن هذا كان قبل تاريخ 4 قبل الميلاد الذي ذكره شورر، وأيضًا قبل تاريخ 4 قبل الميلاد الذي قال فيلمر، من خلال حسابات غير دقيقة إلى حد ما، إنه يمثل الوقت القانوني الذي سبق فيه أبناء هيرودس حكمهم، بينما بدأ حكمهم الفعلي عند وفاة والدهم في أوائل عام 1 قبل الميلاد. تأتي هذه النتيجة المفاجئة ليس فقط من العملات المعدنية المؤرخة لهيرودس أنتيباتر؛ بل تتفق أيضًا مع التواريخ المستمدة من العملات المعدنية المؤرخة (رقم السنة) لفيليب.
مع أن أيًا من عملات هيرودس أرخيلاوس لم تحمل رقم سنة، مما يُؤرخ لعشر سنوات من حكمه من عامه الأخير، فإن عام 5م (قبل نفيه إلى فيينا في ربيع عام 6م) يُعطي 5م - 10م - 1م (بدون سنة صفر) = 6م قبل الميلاد. جميع العملات المؤرخة للهيروديين الذين خلفوا هيرودس الكبير تتفق على هذا التاريخ الذي سبق حكمهم، أي قبل وفاة والدهم بأربع سنوات تقريبًا في أوائل عام 1ق.م.

## فيليب، 6/5 قبل الميلادبحكم القانون، 1 قبل الميلادبحكم الأمر الواقع، إلى 32/33 م
عملات فيليب البرونزية في الغالب متوسطة الحجم. كان أول حاكم يهودي يضع صورًا لنفسه وللأباطرة الرومان على عملاته. أصدر فيليب عملات معدنية في ثماني مجموعات، مؤرخة بالسنوات 5، 12، 16، 19، 30، 34، و37. تُثبت هذه التواريخ أن أرقام السنوات على العملات المعدنية تشير إلى السنوات التي حسبها لحكمه الرباعي، وليس سنوات الإمبراطور الروماني الحاكم، كما افترض أحد الكُتّاب. يفترض علماء العملات المعاصرون أن جميع الهيروديين حسبوا سنوات حكمهم المفترضة بدلاً من سنوات الإمبراطور، وتؤكد عملات فيليب في الواقع صحة هذا الرأي، كما يلي. عملة فيليب "السنة 19" تحمل صورة الإمبراطور أوغسطس، مع النقش اليوناني TIB KAICAPI ΣEBAΣ، "لتيبريوس قيصر أوغسطس" على الوجه، وΦΙΛΙΠΠΟΥ ΤΕΤΡΑΡΧΟΥ، "لفيليب الحاكم الرباعي"، على الوجه الآخر، متبوعًا بحرف L (للسنة) والرقم 19. "من المرجح أن تخلد ذكرى صعود تيبيريوس إلى العرش الإمبراطوري في 18 سبتمبر 14 م، بعد وفاة أغسطس في 19 أغسطس 14 م. ربما صدرت العملة بعد فترة وجيزة من وصول خبر انضمام تيبيريوس إلى يهودا. إن اعتبار هذا العام اليهودي 14 م سيضع السنة الأولى لفيليبس على أنها 6 ق م [أي السنة اليهودية المستندة إلى تشري والتي تبدأ في تشري 6 ق م]. وبالتالي، عند سماع انضمام تيبيريوس في وقت ما في أكتوبر أو نوفمبر من عام 14 م، فمن المرجح أن فيليب أصدر العملة في ذلك العام أو في أوائل عام 15 م نظرًا لأنه يمكن تأريخ عملة فيليب لعام 19 إلى وقت في عهد أغسطس، من المحتمل بعد خبر تعيينه إمبراطورًا في عام 14 م، فإن عملة فيليب لعام 37 لا يمكن أن تشير إلى السنة السابعة والثلاثين من قيصر أغسطس، الذي حكم بالفعل أكثر من 37 عامًا (27 ق م إلى 14 م)، ولا يمكن أن تشير أيضًا إلى سنة ملكية لتيبريوس، الذي حكم 22 عامًا فقط. وهذا يضع السنة الأخيرة من حكم فيليب الرباعي في عام 32م، أي السنة المدنية اليهودية التي بدأت في 1 تشري من عام 32م وانتهت في اليوم السابق لـ 1 تشري من عام 33م. لذلك اعتبر أن حكمه الرباعي الذي استمر 37 عامًا بدأ في 32ت - 37 - 1م (بدون سنة صفر) = 6ت قبل الميلاد، أي السنة التي تبدأ في 6 تشري قبل الميلاد. يتوافق هذا العام تمامًا مع الفترة التي بدأ فيها الهيروديون الآخرون الذين خلفوا هيرودس الكبير حكمهم، كما سيتضح عند تطبيق نفس تحليل عملاتهم المؤرخة على هؤلاء الهيروديين الآخرين. من غير المؤكد ما إذا كان والده هيرودس قد عيّن فيليب فعليًا رباعية إيتوريا وتراكونيتيس في ذلك الوقت، أو ما إذا كان قد بدأ رباعيته عند وفاة والده عام 1 ق.م وفقًا للدراسات الحديثة، أو عام 4 ق.م وفقًا لدراسة شورر الأقدم (1890).

تُثبت العملات المعدنية القديمة للهيرودسيين دليلاً معاصراً على أنه، سواءً اعتمدنا تاريخ شورر المُلغى لوفاة هيرودس (4 ق.م) أو تاريخ 1 ق.م الذي تُشير إليه الدراسات الحديثة، فإن جميع خلفاء هيرودس قد ذكروا التاريخ القانوني لبداية حكمهم قبل وفاة هيرودس الكبير بفترة. يشرح شتاينمان سبب تحديد ورثة هيرودس لتاريخ حكمهم بالسنة التقويمية اليهودية التي بدأت في تشري عام 6 ق.م في الملخص التالي:
بالنظر إلى تصريحات يوسيفوس الصريحة حول السلطة والشرف اللذين منحهما هيرودس لأبنائه في السنوات الأخيرة من حياته، يُمكننا فهم سبب قرار خلفائه الثلاثة تحديد تاريخ حكمهم بالوقت الذي مُنحوا فيه قدرًا من السلطة الملكية أثناء حياة والدهم. ورغم أن روما لم تُعترف بهم رسميًا كأباطرة أو حكام قبائل إلا بعد وفاة هيرودس، إلا أنهم يبدو أنهم حسبوا تاريخ حكمهم من عام 6 ق.م.
وقد أثبتت عملة فيليب الصادرة في عام 37 أيضًا أنها كانت مهمة في تسوية الجدل حول طول فترة حكمه:
يبدو أن تحديد سنة تولي فيليب العرش من نصوص يوسيفوس أمرٌ مُعقّد، ويعود ذلك إلى حد كبير إلى تساؤلات نصية في نصوص يوسيفوس ذات الصلة... كما أن إجمالي سنوات حكم فيليب موضع شك، حيث تُشير العديد من المخطوطات إلى 37 عامًا، بينما تُشير مخطوطات أخرى إلى 32 و36 عامًا. في ضوء هذه المتغيرات، سيكون من الأنسب استخدام البيانات النقدية لتحديد تاريخي بداية ونهاية حكم فيليب. تكمن ميزة العملات المعدنية في أنها مصدر رئيسي للمعلومات، على عكس المخطوطات التي تُعدّ نسخًا من نسخ على مدى قرون، وتخضع لتعديلات كتابية مقصودة وغير مقصودة.

## هيرودس أغريباس الأول، 37-44 م

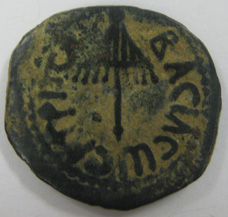
أكثر العملات شيوعًا لأغريبا الأول (الوجه). نقش "للملك أغريبا".

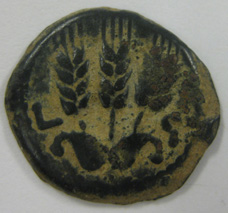
بروتاه لأغريبا الأول (الوجه الخلفي)، نقش "السنة الخامسة"

كان أغريبا الأول ابن أرسطوبولس وبرنيس، وكان حفيدًا لهيرودس الكبير. قضى أغريبا معظم طفولته في البلاط الإمبراطوري بروما. منحه صديقه الإمبراطور كاليغولا الأراضي السابقة لعميه فيليب وهيرودس أنتيباس. أضاف الإمبراطور كلوديوس لاحقًا أيضًا يهودا. تُظهر أكثر العملات المعدنية شيوعًا التي أصدرها أغريبا الأول مظلة ملكية مهدبة تشبه المظلة على الوجه، مع نقش "ΑΓΡΙΠΑ BACIΛEΩC" ("الملك أغريبا") باللغة اليونانية، بينما يُظهر الوجه الآخر ثلاث سنابل شعير بين ورقتين مع السنة. تحتوي جميع العملات المعدنية الأخرى لهيرودس أغريبا الأول على صور منحوتة، مع صور للإمبراطور أو حتى لأغريبا نفسه. يحتوي إصدار نادر جدًا على صورة لأغريبا مع ابنه أغريباس الثاني على ظهور الخيل.

## هيرودس أغريباس الثاني، 55-92 م
كان أغريباس الثاني آخر حكام سلالة هيرودس. تتضمن عملاته المعدنية رموزًا يهودية ووثنية. على سبيل المثال، يصور النوع اليهودي غصن نخيل على الوجه مع نقش "ΚΛΑΥΔΙΟΥ KAICAPOC" (كلوديوس قيصر) باللغة اليونانية، وإكليلًا على الوجه الخلفي يحيط بالنقش "TIBERIAC" ("طبريا")، أيضًا باللغة اليونانية. في عام 66 بعد الميلاد، أصدر عملة بروتا تُظهر تمثالًا نصفيًا له على الوجه مع النقش اليوناني "ΒΑΣΙΛΕΩΣ ΑΓΡΙΠΠΟΥ" (الملك أغريبا). يصور ظهر العملة مرساة مع الحرفين L و I على كلا الجانبين، مما يشير إلى السنة العاشرة من حكم الملك. كما سك أغريبا الثاني عملة "Judaea Capta". هذه العملة البرونزية الكبيرة سُكّت في طبريا، وتُظهر صورة تيتوس على الوجه الأمامي مع النقش اليوناني "KAICAP CEBAC AVTOKP TITOC"، بينما يُصوّر الوجه الخلفي الإلهة نيكه تتقدم إلى اليمين وهي تحمل إكليلًا من الزهور وفرع نخيل على كتفها، مع نجمة في الحقل الأيمن العلوي والنقش "ETO – KC BA ΑΓΡΙ-PPA".
صدرت عملة أخرى لأغريبا باسم كلوديا، ابنة نيرون. تُظهر هذه العملات معبدًا بداخله تمثال جالس، ونقشًا "DIVA POPPAEA AVG" على وجهها، بينما يُظهر وجهها الآخر معبدًا دائريًا بداخله تمثال امرأة واقفة، ونقشًا يونانيًا "DIVA CLAVD NER F".

## سالومي
على الرغم من أنها لم تكن حاكمة يهودا، إلا أن سالومي مُدرجة هنا لأنها كانت حفيدة هيرودس الكبير، وبالتالي كانت عضوًا في سلالة هيرودس. بصفتها ملكة خالكيذا وأرمينيا الصغرى، ظهرت صورتها على ظهر عملة أصدرها زوجها أرسطوبولس خالكيذا. سُكّت هذه العملة بين عامي 56 و57 ميلاديًا، ولم تُكتشف منها سوى ثلاث نسخ فقط حتى الآن، جميعها مهترئة تمامًا.
يصور الوجه الأمامي أريستوبولوس مع النقش اليوناني "BACIΛEΩC APIΣΤΟΒΟΥΛΟΥ" (الملك أريستوبولوس)، بينما يظهر الوجه الخلفي سالومي، وعلى سبيل المثال، النقش اليوناني "BACIΛIC ΣΑΛΩΜΗ" (الملكة سالومي).

## روابط خارجية
- عملات هيرودس الكبير
- عملات هيرودس الكبير في المكتبة الافتراضية اليهودية
- عملات أرخيلاوس نسخة محفوظة 2016-04-21 على موقع واي باك مشين.
- عملات معدنية من زمن يسوع
- صورة جديدة لسالومي